# Knöllchen-Steinbrech
Der Knöllchen-Steinbrech (Saxifraga granulata), auch Körner- oder Körnchen-Steinbrech und Weißer Steinbrech genannt, ist eine Pflanzenart aus der Gattung Steinbrech (Saxifraga) innerhalb der Familie der Steinbrechgewächse (Saxifragaceae) gehört.

## Beschreibung

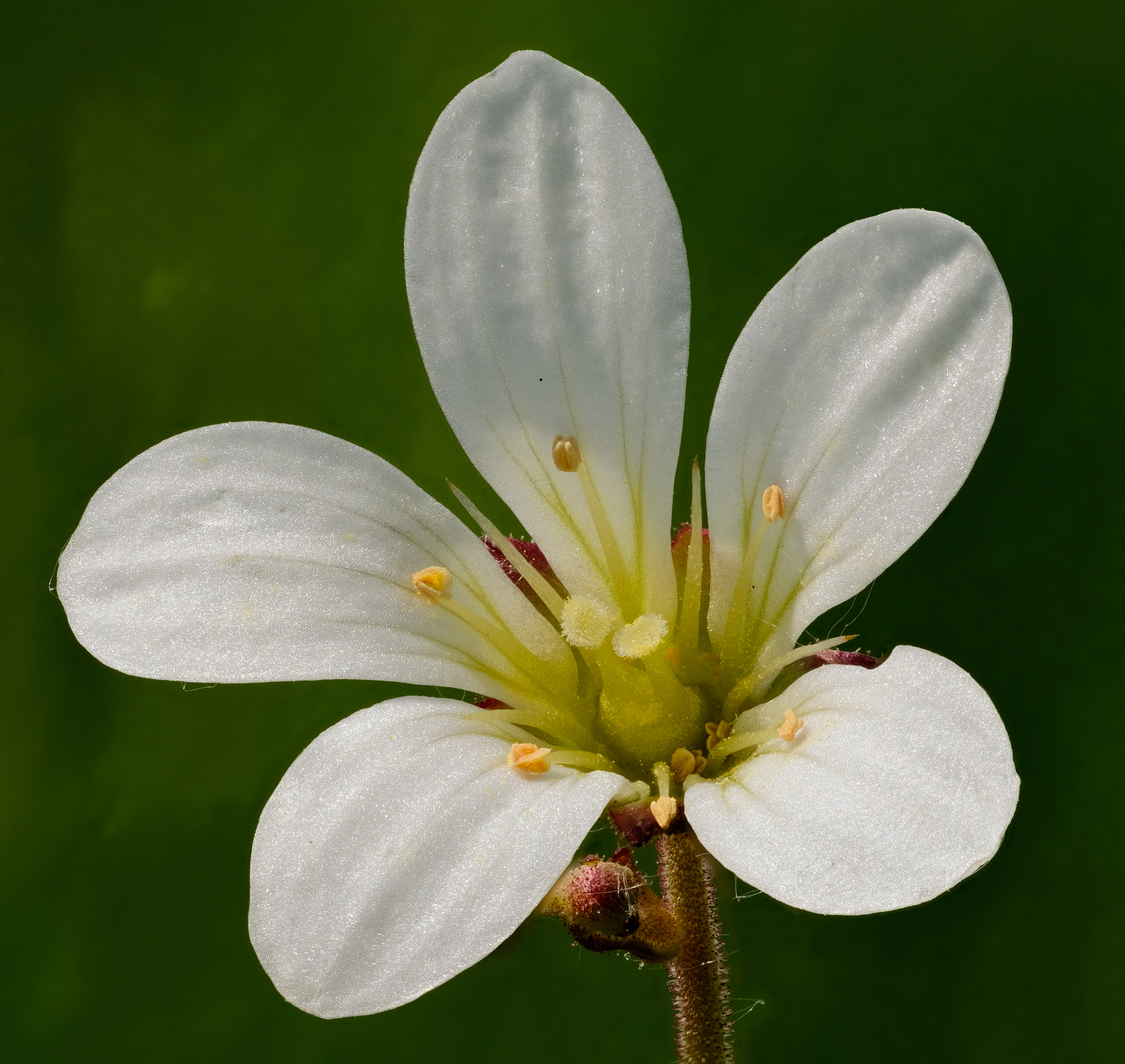
Blüte

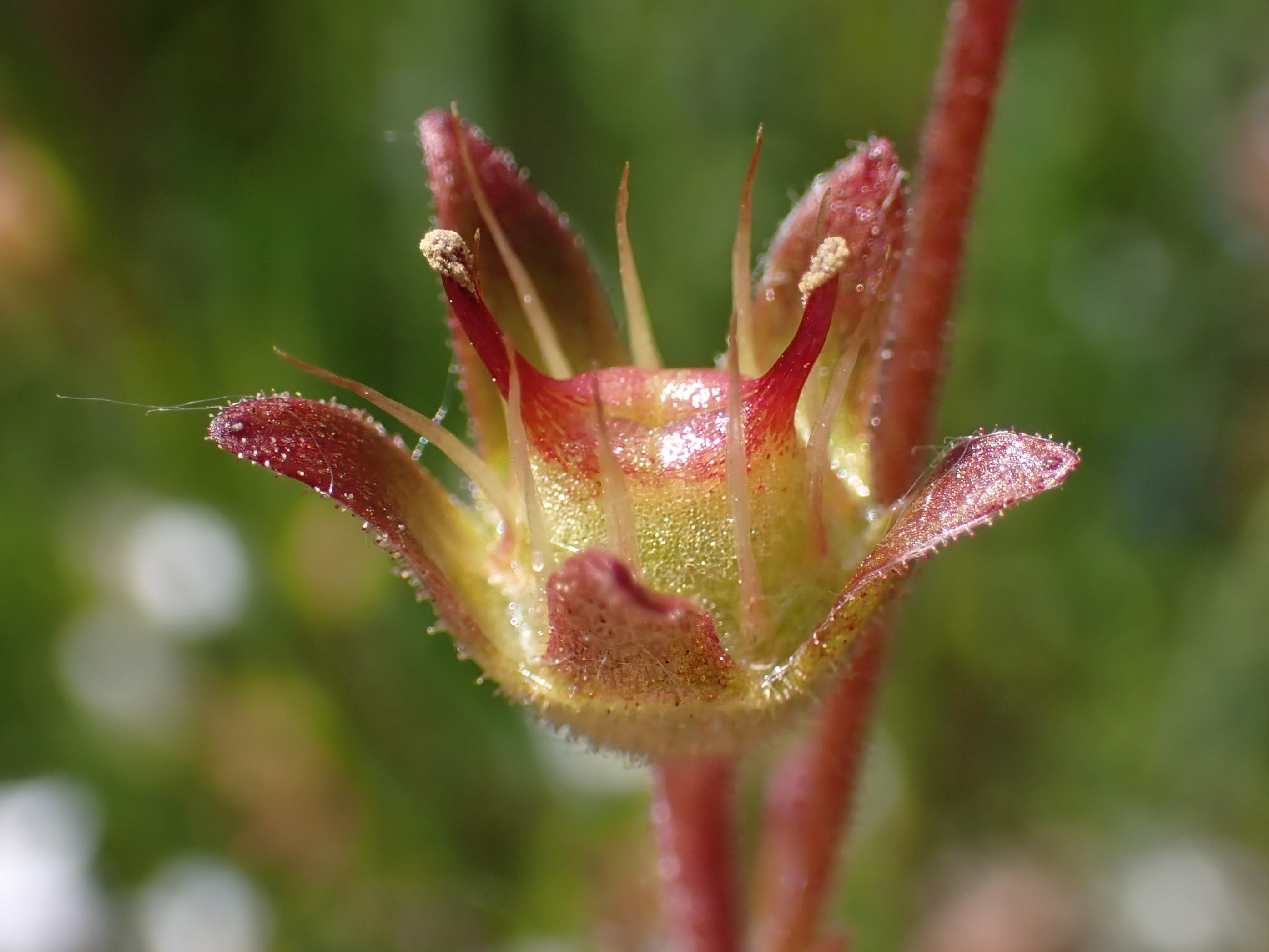
Frucht

### Vegetative Merkmale
Der Knöllchen-Steinbrech wächst als ausdauernde krautige Pflanze und erreicht Wuchshöhen von meist 15 bis 40, selten bis zu 50 Zentimetern. Der behaarte Stängel ist aufrecht und meist ab der Mitte verzweigt. Der Stängel ist wie klebrig-drüsig behaart. Die Grundblätter sind 12 bis 40 Millimeter breit, rundlich-nierenförmig und haben einen lappig gekerbten Rand (angedeutet handförmig). Sie sind gestielt und ihre Stiele sind etwa eineinhalb- bis fünfmal so lang wie die Spreiten. Sie sind rosettig gedrängt, erscheinen oft schon im Herbst und sind wintergrün. An der Sprossbasis in den Achseln der Grundblätter sitzen Brutzwiebeln (Bulben) als kleine Knöllchen (Name!). Der Stängel besitzt nur wenige, zwei bis sechs Blätter; sie sind keilförmig in den Grund verschmälert und gehen nach oben in die Tragblätter über. Die Laubblätter sind klebrig-drüsig behaart.

### Generative Merkmale
Die Blütezeit reicht von Mai bis Juni. Der Blütenstandsschaft ist relativ lang. Blütenstand ist eine lockere Trugdolde. Die Blütenstiele sind meist kürzer als die Blüte.
Die zwittrigen Blüten sind radiärsymmetrisch und fünfzählig mit doppelter Blütenhülle. Die Kelchzipfel sind länglich eiförmig, aufrecht und 3 bis 5 Millimeter lang. Die weißen Kronblätter sind länglich verkehrt-eiförmig und 9 bis 17 Millimeter lang. Die Staubblätter sind halb so lang wie die Kronblätter. Der Fruchtknoten ist fast ganz in die Blütenröhre eingesenkt.
Die Kapselfrucht ist bei einem Durchmesser von bis zu 7 Millimetern fast kugelig. Die Samen sind länglich-eiförmig, schwarzbraun, 0,4 bis 0,5 Millimeter lang und fein warzig.
Die Chromosomenzahl ist mit 2n = 52, aber auch 30, 32 46, 48, 52 und zwischen 49 und 60 schwankend.

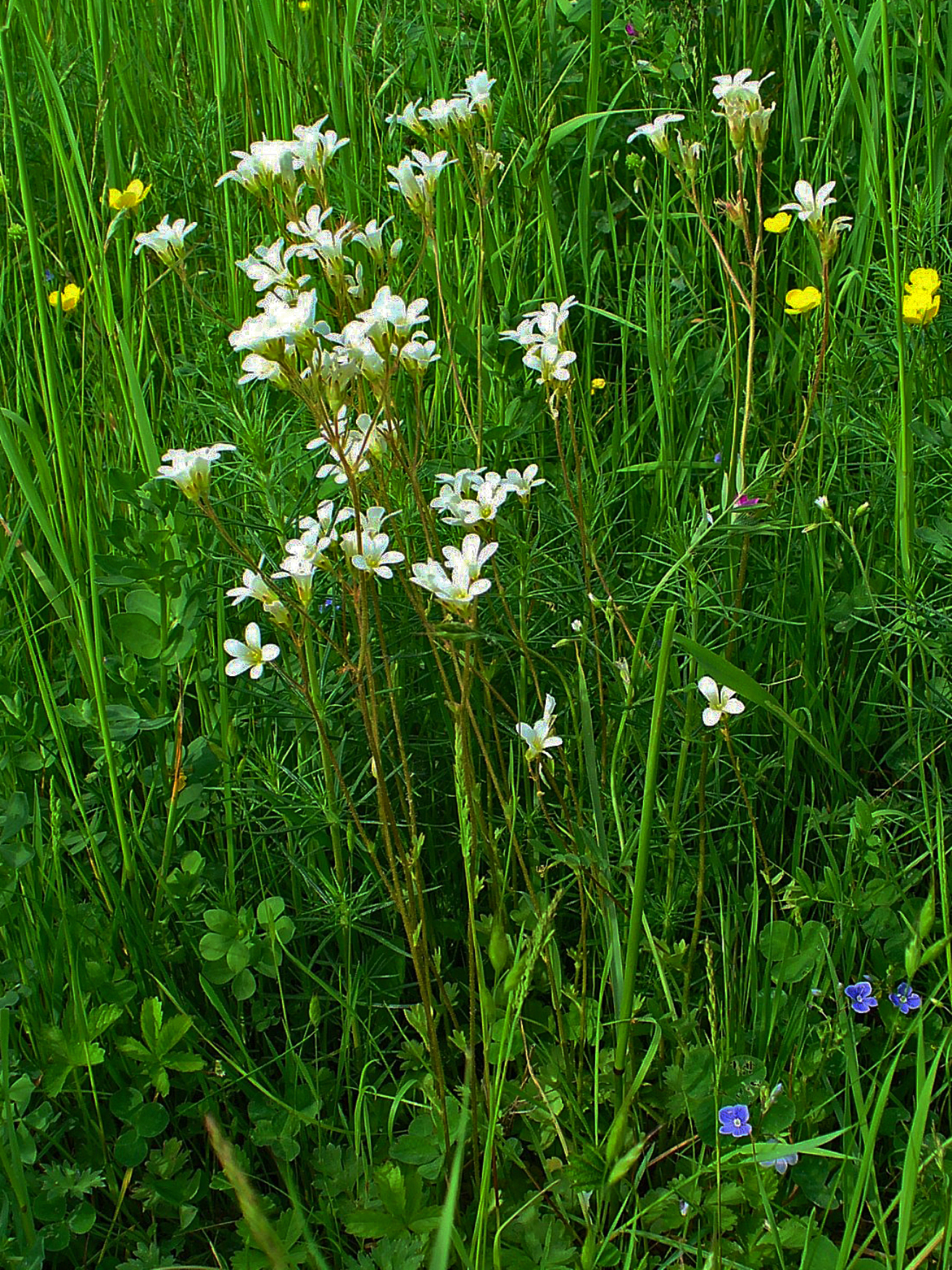
Knöllchen-Steinbrech (Saxifraga granulata) im Habitat

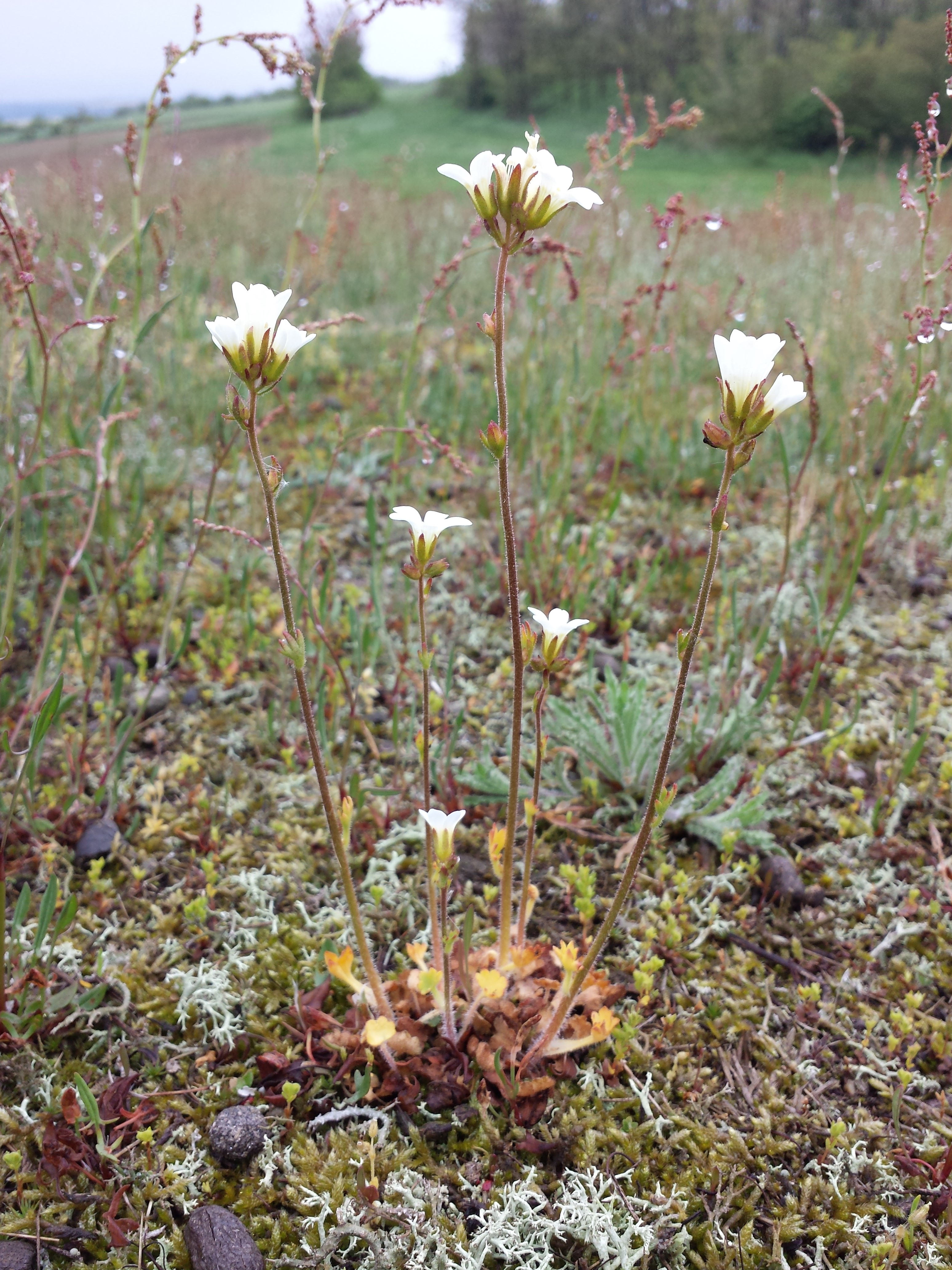
Habitus im Habitat

## Systematik und Verbreitung
Die Erstveröffentlichung von Saxifraga granulata erfolgte 1753 durch Carl von Linné in Species Plantarum, Tomus I, S. 403.
1999 wurde in Europa zwei Unterarten gelistet:
- Saxifraga granulata subsp. graniticola D.A.Webb: Sie kommt nur in Spanien und im nördlichen Portugal vor.[3]
- Saxifraga granulata L. subsp. granulata.

## Vorkommen
Der Knöllchen-Steinbrech kommt in extensiv genutzten Grünlandgesellschaften vor, vor allem in reicheren Sandtrockenrasen, mageren Glatthafer-Wiesen, manchmal auch in Halbtrockenrasen, Sumpfdotterblumen-Wiesen und Borstgras-Rasen, außerdem an Böschungen, Dämmen, alten Deichen, Weg- und Grabenrändern. Standorte sind meist trockene bis feuchte, nährstoffarme und basenreiche Sand- und Lehmböden. Er kommt in mageren Pflanzengesellschaften der Ordnung Arrhenatheretalia vor, aber auch in bodensauren Pflanzengesellschaften des Verbands Mesobromion oder des Verbands Carpinion.
Die Verbreitung in Europa konzentriert sich auf West- und Mitteleuropa. In Südeuropa geht Saxifraga granulata bis Sizilien und Südspanien, ja sogar bis Marokko, in Nordeuropa aber nur bis nach Mittelschweden. Dabei gibt es über weite Strecken auch Areallücken, unter anderem in Teilen des nordwestdeutschen Tieflands und der Alpen. In Europa kommt der Knöllchen-Steinbrech in fast allen Ländern vor und fehlt nur in Rumänien, Bulgarien, Griechenland, Nordmazedonien, Albanien, Moldau und in der Türkei. In Island kommt Saxifraga granulata eingebürgert vor.
In Österreich kommt der Knöllchen-Steinbrech von der collinen bis zur montanen Höhenstufe vor, ist jedoch selten in allen Bundesländern außer Tirol und Vorarlberg.
Die ökologischen Zeigerwerte nach Landolt et al. 2010 sind in der Schweiz: Feuchtezahl F = 2+w (frisch aber mäßig wechselnd), Lichtzahl L = 4 (hell), Reaktionszahl R = 3 (schwach sauer bis neutral), Temperaturzahl T = 4 (kollin), Nährstoffzahl N = 2 (nährstoffarm), Kontinentalitätszahl K = 2 (subozeanisch).

## Gefährdung und Schutz
Der Knöllchen-Steinbrech steht regional auf Roten Listen gefährdeter Pflanzenarten und ist in Deutschland besonders geschützt. Vor allem der Rückgang mesophilen Grünlandes zu Gunsten von Intensivgrünland oder Ackerflächen ist ein Grund für starke Bestandsverluste in den letzten Jahrzehnten.

## Heilkunde
Der Knöllchen-Steinbrech wurde in der alten Heilkunde und wird noch in der Volksheilkunde und in der Homöopathie bei Grieß- und Steinleiden der Nieren und Blase angewandt (Gattungsname!).

## Kultur
Mit gefüllten Blüten (umgewandelten Staubblättern und Kronblättern) wird die Art auch als Zierpflanze kultiviert. Sie wird dann Haarlemsches Glockenspiel (Saxifraga granulata ‘’Plena) genannt und kommt in den Niederlanden auch verwildert vor.

## Belege
1. 1 2 3 4 5 6 7 8 9 10  
Gustav Hegi, Herbert Huber: Familie Saxifragaceae. In: Gustav Hegi: Illustrierte Flora von Mitteleuropa. 2. Auflage, Band IV, Teil 2, Seite 195–196. Verlag Carl Hanser, München 1961.
2. 1 2  
Erich Oberdorfer: Pflanzensoziologische Exkursionsflora für Deutschland und angrenzende Gebiete. Unter Mitarbeit von Angelika Schwabe und Theo Müller. 8., stark überarbeitete und ergänzte Auflage. Eugen Ulmer, Stuttgart (Hohenheim) 2001, ISBN 3-8001-3131-5, S. 491.
3. 1 2 3  
Karol Marhold (2011+): Saxifragaceae: Datenblatt Saxifraga granulata In: Euro+Med Plantbase - the information resource for Euro-Mediterranean plant diversity.
4. ↑  Jaakko Jalas, Juha Suominen, Raino Lampinen, Arto Kurtto: Atlas florae europaeae. Band 12: Resedaceae to Platanaceae, S, 176–177, Helsinki 1999, ISBN 951-9108-12-2
5. ↑  
Saxifraga granulata L. In: Info Flora, dem nationalen Daten- und Informationszentrum der Schweizer Flora. Abgerufen am 31. Mai 2022.
6. ↑  WISIA Wissenschaftliches Informationssystem für den internationalen Artenschutz. Abgerufen am 31. Dezember 2024.
7. ↑  Walter Lawrence Wardale: Der Hochdeutsche Bartholomäus. Kritisch-kommentierter Text eines mittelalterlichen Arzneibuches auf Grund der Londoner Handschriften Brit. Mus. Add. 16.892, Brit. Mus. Arundel 164, Brit. Mus. Add. 17.527, Brit. Mus. Add. 34.304 [...] Hrsg. von James Follan, Dundee 1993, Text I, Nr. 148, und S. 48.
8. ↑  
Michael Koltzenburg: Saxifraga. In: Schmeil-Fitschen: Die Flora Deutschlands und angrenzender Länder. 98. Auflage. Verlag Quelle & Meyer, Wiebelsheim 2024, ISBN 978-3-494-01943-7. S. 358.